# همبستگی جعلی
همبستگی جعلی (انگلیسی: Spurious relationship) در آمار همبستگی جعلی یا رابطه جعلی یک رابطه دوتایی یک یا چند رخداد یا متغییرهایی بهم مرتبط هستند اما به صورت علیتی به هم مرتبط نیستند که این بیشتر به خاطر تصادف یا حضور عوامل در نظر گرفته نشده سوم است. برای مثال اگر بین دو متغیر همبستگی دیده شد چنین نمی‌توان نتیجه گرفت که لزوما این دو ارتباطی وجود دارد زیرا ممکن است عامل چنین رخدادی همبستگی جعلی باشد به این شکل که متغیر پنهان سومی روی هر دو متغیر اثر گذاشته و یا این‌که همبستگی کاملاً تصادفی باشد.